# Эберсвальде (кратер)
Эберсвальде (англ. Eberswalde), ранее известный как Холден NE — 65-километровый марсианский частично засыпанный ударный кратер в Жемчужной земле. Назван в честь немецкого города Эберсвальде. В настоящее время рассматривается как потенциальное место посадки марсохода Марс-2020. Дельта Эберсвальде была обнаружена Майклом Мэйлином (англ. Michael C. Malin) и Кеном Эджеттом (англ. Ken Edgett) из Malin Space Science Systems в 2003 году.
Кратер образовался примерно 3,7 миллиарда лет назад после столкновения с Марсом крупного астероида. Позже рядом с кратером упал метеорит, который образовал кратер Холдена диаметром 140 километров, засыпав часть воронки Эберсвальде. Обнаруженное русло с дельтой, занимающей площадь порядка 115 квадратных километров, питало озеро внутри кратера. По словам ученых, дельта была засыпана осадочными породами, однако позже открылась благодаря действию эрозии.